# Панасовичи
Панасовичи (бел. Панасавічы) — деревня в Берёзовском районе Брестской области Белоруссии. Входит в состав Селецкого сельсовета.

## География
Деревня находится в центральной части Брестской области, к югу от реки Ясельды, при автодороге Н-106, на расстоянии приблизительно 16 километров (по прямой) к северо-западу от города Берёза, административного центра района. Абсолютная высота — 158 метров над уровнем моря. Площадь населённого пункта — 0,7339 км².

## История
По состоянию на 1905 год, в Панасевичах проживало 176 человек. В административном отношении деревня входила в состав Носковской волости Пружанского уезда Гродненской губернии.
Согласно Рижскому мирному договору (1921), деревня вошла в состав межвоенной Польши. Входила в состав гмины Носки Пружанского повета Полесского воеводства Польши. В 1921 году числилось 80 жителей, проживавших в 23 домах. В этническом составе населения того периода поляки составляли 100 %. В конфессиональном составе населения преобладали православные христиане (100 %).
С 1939 года в БССР, с 1940 года деревня в составе Сошицкого сельсовета.

## Население
По данным переписи 2019 года, в деревне проживало 37 человек.
| Год  | Население, человек |
| ---- | ------------------ |
| 1905 | 176                |
| 1921 | ↘ 80               |
| 2009 | ↘ 70               |
| 2019 | ↘ 37               |